# Hors les murs
Pour plus de détails, voir Fiche technique et Distribution.
Hors les murs est un film dramatique franco-belgo-canadien écrit et réalisé par David Lambert, sorti en 2012.

## Synopsis
Paulo, un jeune pianiste, rencontre Ilir, un bassiste d’origine albanaise. Aussitôt, c’est le coup de foudre. Du jour au lendemain, Paulo quitte sa fiancée pour s’installer chez Ilir. Le jour où ils se promettent de s’aimer pour la vie, Ilir quitte la ville et ne revient plus.

## Fiche technique
- Titre : Hors les murs
- Réalisation : David Lambert
- Scénario : David Lambert
- Décors : Sébastien Autphenne
- Costumes : Sabine Zappitelli
- Photographie : Mathieu Poirot Delpech
- Montage : Hélène Girard
- Musique : Valleys / Flonia Kodheli
- Production : Jérôme Dopffer, Daniel Morin et Jean-Yves Roubin
- Société de production : Frakas Productions
- Société de distribution : Epicentre Films (France), Filmoption International[2] (Canada)
- Pays d'origine :  France,  Belgique,  Canada
- Langue originale : français
- Format : couleur - 2.35 : 1
- Genre : drame
- Durée : 98 minutes
- Dates de sortie :
  - Canada : 15 juin 2012[2]
  - France : 5 décembre 2012

## Distribution
- Guillaume Gouix : Ilir
- Matila Malliarakis : Paulo
- David Salles : Édouard
- Mélissa Désormeaux-Poulin : Anka
- Flonja Kodheli : Elina
- Adonis Danieletto : le réceptionniste du Métropole
- Carmela Locantore : la mère d'Ilir
- Matilda Perks : La chanteuse du groupe
- Marc St. Louis : Band Members
- Pascal Bartschat : Band Members
- Sokol Reka : Paolo's Friends
- Michael Cambier : Paolo's Friends
- Olivier Chapusette : Paolo's Friends
- Dan Missin : Paolo's Friends
- Michel Imbierowicz : Paolo's Friends
- Ingrid Heiderscheidt : L'entraineuse du bar
- Juliette Bouly : La cliente de la boutique
- Antonina Barraco : Supermarket Cashier
- Priscilla Somville : Supermarket Cashier
- Albert Jeunehomme : Gardien de prison 1
- Jean-Yves Lewillion : Gardien de prison 2
- Marcel Deraljmaeker : Gardien de prison 3
- Manu Gustave : Gardien de prison 4
- Joël Decrème : Gardien de prison 5
- Marcos Adamantiadis : douanier

## Accueil
Selon Guy Lodge de Variety : « Le film de Lambert décrit avec justesse l'attirance irrésistible des débuts, mais perd de son élan quand les cruelles circonstances perturbent la relation, se focalisant alors sur le personnage le moins intéressant du couple. Compact, bien joué, Hors les murs devrait être bien accueilli dans les festivals gay et les distributions de niche, mais n'est pas assez transcendant, trop mineur, pour un succès plus large. »
Selon Pierre Murat de Télérama : « Les deux comédiens sont superbes : Guillaume Gouix, avec son naturel. Matila Malliarakis, avec sa composition au millimètre. » 

Selon  Gérard Lefort de Libération : « L’intérêt principal de Hors les murs tient à l’excellence de ses deux acteurs : Guillaume Gouix - déjà archirepéré et bien aimé dans Jimmy Rivière de Teddy Lussi-Modeste, et Alyah de Elie Wajeman - et Matila Malliarakis - jusqu’ici inconnu à notre bataillon mais qui ne devrait pas le rester longtemps. » 

Selon Fabien Baumann de Positif : « Il n'y a ainsi pas grand chose à relever dans ce Hors les murs (...) il faudrait au minimum que le charme des personnages opère. C'est loin d'être le cas. »
Selon Bernard Achour de Première : « On peut regretter que les ressorts dramatiques de cette chronique d’une passion entre un bassiste un peu voyou et un jeune bisexuel tourmenté par ses pulsions soient aussi voyants et que l’approche du sujet ravive certains clichés doloristes sur l’homosexualité. Mais le regard respectueux porté sur les personnages, le lyrisme discret de la mise en scène et, surtout, l’exceptionnelle intensité des comédiens (Guillaume Gouix, de plus en plus grand, et la révélation Matila Malliarakis) marquent durablement le spectateur. » 

Selon Romain Charbon des Inrockuptibles : « Hors les murs aurait pu convaincre s’il s’était concentré sur son duo d’acteurs très doués, plutôt que de se perdre dans des digressions narratives qui nous laissent pantois quant au réel sujet du film. (...) autant de thèmes que le réalisateur a voulu compiler, trop impatient peut-être de faire enfin son premier film, en greffant une écriture de série américaine dans un petit drame de chambre belge. »
Selon Dimitri Denorme du Pariscope : «  Cette histoire de corps, de sang et de sentiments, merveilleusement incarnée par Guillaume Gouix et Matila Malliarakis, déroutants de naturel, est une découverte aussi jolie que bouleversante. » 
Selon S. Ch. de Le Canard enchaîné : «  Pour son premier long-métrage de fiction David Lambert, met en scène deux acteurs éblouissants : Guillaume Gouix, taurillon à forte présence, et Matila Malliarakis, évanescent jusqu'au malaise. »
Selon P. L. de la Dernière Heure : « À aucun moment la tranche de vie ne devient envoûtante, fascinante, intrigante. Et les personnages ne gagnent pas en épaisseur psychologique lorsque intervient le rebondissement très cliché de la prison. (...) Le traitement, trop froid, trop social, trop lent, trop monocorde, n’amène jamais à se prendre d’empathie pour ce personnage à la trajectoire peu intéressante. »

## Distinctions
- Festival de Cannes 2012 : Grand Rail d'or décerné par un groupe de cheminots cinéphiles à la Semaine de la critique[9].
- Festival international du film de Dieppe : Prix Jean-Claude Jean du meilleur espoir et Prix d'interprétation masculine à Matila Malliarakis [1]
- Festival Chéries-Chéris 2012 : Prix d'interprétation à Guillaume Gouix et Matila Malliarakis[10].
- Festival international du film francophone de Namur 2012 : Prix Cinévox (désigné à un film belge par un jury de quatre « passionnés »)[11],[12].